# Konstantyn II (antypapież)
Konstantyn II – antypapież w okresie od 5 lipca 767 do 6 sierpnia 768.

## Życiorys
Był bratem księcia Toto z Nepi, człowiekiem świeckim. Po śmierci Pawła I został obwołany papieżem, przez arystokrację rzymską. Natychmiast nakazał udzielić sobie święceń przez biskupa Georgiosa z Praeneste. Usilnie zabiegał o poparcie króla Franków, Pepina Krótkiego, lecz bezskutecznie. Tymczasem kler rzymski na czele z Krzysztofem doszedł do porozumienia z królem Longobardów, Dezyderiuszem. 30 lipca 768 roku, syn Krzysztofa dokonał zamachu stanu, aresztowano Konstantyna i wybrano papieża Stefana III. W więzieniu, antypapież został okaleczony i pozbawiony wzroku. W sierpniu 769 roku odbył się synod, na którym Konstantyn został oficjalnie złożony z urzędu, sponiewierany i wygnany.